# Кокто, Жан
Жан Мори́с Эже́н Клема́н Кокто́ (фр. Jean Maurice Eugène Clément Cocteau; французский: [ʒɑ̃ moʁis øʒɛn klemɑ̃ kɔkto], брит.: /ˈkɒktoʊ/, амер.: /kɒkˈtoʊ/; 5 июля 1889[…], Мезон-Лаффит, Франция — 11 октября 1963[…], Мий-ла-Форе, Франция) — французский писатель, поэт, драматург, художник, сценарист и кинорежиссёр. Одна из крупнейших фигур французской культуры XX века.

## Биография
Родился 5 июля 1889 года в Мезон-Лаффит, Франция.
Сын адвоката и художника-любителя Жоржа Кокто, покончившего с собой, когда сыну было 9 лет. Дед Кокто, воспитывавший его, устраивал у себя дома любительские концерты, был меломаном и коллекционером, в том числе музыкальных инструментов. В семейной коллекции были картины Энгра, Делакруа, греческие статуи. Своим воспитанием и образованием, как считал Жан Кокто, он был обязан своему деду.
Учился в одном из лучших лицеев Парижа — лицее Кондорсе.
В 1910—1920 годы сформировался как поэт, отдал дань дадаизму в сборнике «Стихи» и сюрреализму в сборнике поэзии «Опера». Стал особенно известен как художник-график, был привержен кубизму. Художественное восприятие и мышление Жана Кокто формировалось под влиянием эстетики, взглядов и сотрудничества с Эриком Сати, а также русского балета Сергея Дягилева, музыки Игоря Стравинского, художественных работ Пабло Пикассо и поэзии Гийома Аполлинера.
С середины 1910-х годов вошёл в художественные круги Парижа, познакомился с Марселем Прустом, Андре Жидом, Сергеем Дягилевым, Пабло Пикассо, Эриком Сати и другими, оказал влияние на сюрреалистов (затем вошёл в конфликт с А. Бретоном). Позднее сблизился с Жаном Маре и Эдит Пиаф.
Кокто послужил для Пруста прототипом денди Октава в цикле романов «В поисках утраченного времени». К концу повествования с Октавом произошло неожиданное преображение: он «выступил со скетчами, для которых сам выполнил эскизы декораций и костюмов к скетчам; костюмы и декорации произвели в современном искусстве революцию, во всяком случае не менее грандиозную, чем та, какую произвёл русский балет». Когда Пруст пожаловался Кокто на госпожу де Шевинье, узнавшую себя в романе и отказавшуюся его читать, тот заметил ему, что «Фабр написал книгу о насекомых, но не требовал от них, чтобы они читали её!»
В 1914 году призван на фронт Первой мировой войны, служил санитаром, был демобилизован по состоянию здоровья.
Роль Жана Кокто в годы Второй мировой войны вызывает споры, бойцы Сопротивления обвиняли его в коллаборационизме. С самого начала оккупации публиковался в «Пучке» (La Gerbe) — «политическом и литературном еженедельнике», руководителем которого был Шатобриан. Журнал провозглашал идею арийской, свободной от большевизма Европы. Поддерживал дружеские отношения с ведущими пропагандистами нацистской эпохи Арно Брекером и Лени Рифеншталь. Годы оккупации оказались весьма продуктивными в плане творчества: в парижских театрах были поставлены пять его новых пьес. Дневниковые записи отражают пацифистские настроения Кокто. Тем не менее, ему удалось избежать порицания после освобождения Франции, хотя он никогда не каялся в своих симпатиях к немцам, в частности продолжал дружить с Брекером и Рифеншталь.
В 1949 был награждён орденом Почётного легиона. В 1950-х—1960-х годах последовательно отстаивал право человека на отказ от военной службы по убеждениям совести, в частности выступал в защиту Анри Мартена.
Умер у себя дома 11 октября 1963 года от инфаркта миокарда: по одной из версий его больное сердце не выдержало известий о смерти Эдит Пиаф.

## Личная жизнь
В 1932—1934 годах жил с русской актрисой княжной Натальей Павловной Палей; существовали слухи об их отношениях, но биографы Палей признают их исключительно платоническими.
Жан Кокто был гомосексуалом, чего никогда не отрицал. С 1937 года и до его смерти в 1963 году спутником жизни Кокто был актёр Жан Маре, начинавший с ролей в его фильмах.
Приёмным сыном и наследником Жана Кокто был французский актёр и художник Эдуар Дермит (1925—1995).
Кокто был католиком.

## Признание
С 1916 года издавался в литературном американском журнале «Литтл Ревю», основанном Джейн Хип и Маргарет Андерсон. В 1955 был избран членом Французской Академии, Королевской академии французского языка и литературы Бельгии, Королевской Академии Бельгии. Командор ордена Почётного легиона, член Академии Малларме, многих национальных Академий мира, почётный президент Каннского кинофестиваля, Академии джаза и др. В Мийи-ла-Форе, где умер Жан Кокто, действует дом-музей.

## Кокто и музыканты
Кокто имел обширную связь с музыкой и музыкантами своего времени. Среди его произведений — либретто и тексты для десятков опер, балетов и ораторий, в числе которых многие сделали имя не только своему автору, но и составили историю всей французской музыки.

«<…> Между музыкой и Жаном Кокто была органичная доверительная связь <…> Он был весь в музыке физически <…> Для разговора о музыке и музыкантах он умел находить идеально подходящие слова, точные выражения, полностью избегая при этом специальной музыкальной терминологии <…>»— (Анри Соге, «Жан Кокто и музыка»)
Особенное значение для Жана Кокто имел скандально легендарный балет Сати-Пикассо-Кокто «Парад», поставленный в мае 1917 года русским балетом Дягилева в Париже. Шумная премьера «первого сюрреалистического спектакля» в истории сделала имя не только Кокто, но и всем остальным участникам этого эпатажного представления. Общение с Эриком Сати, одним из самых странных композиторов XX века, имело наибольшее значение для формирования и творческого, и личного почерка Кокто.

«Внешне Сати был похож на заурядного чиновника: бородка, пенсне, котелок и зонтик. Эгоист, фанатик, он не признавал ничего, кроме своей догмы, и рвал и метал, когда что-нибудь противоречило ей. <…> Эрик Сати был моим наставником, Радиге — экзаменатором. Соприкасаясь с ними, я видел свои ошибки, хотя они и не указывали мне на них, и даже если я не мог их исправить, то по крайней мере знал, в чём ошибся…»— ( Жан Кокто, из книги «Бремя бытия», 1947 г.)
Пять лет спустя Жан Кокто совместно с Эриком Сати и при поддержке известного критика Анри Колле инициировал создание знаменитой французской группы «Шести» молодых композиторов, прообразом которой послужила «Могучая кучка» или «Русская пятёрка», как её чаще называли во Франции.

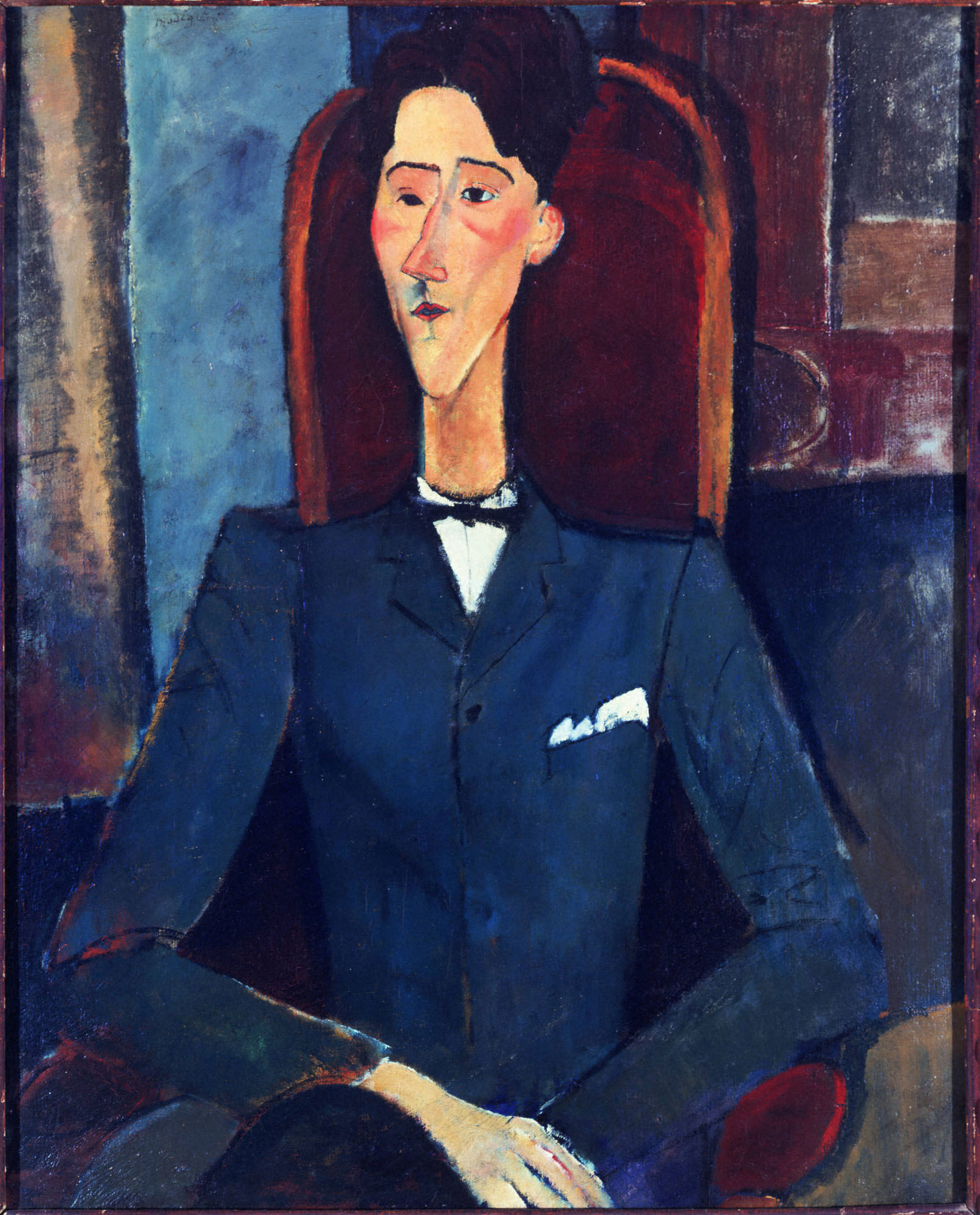
Жан Кокто. Портрет работы Модильяни (1916)

«История нашей „Шестёрки“ похожа на историю трёх мушкетёров, которых вместе с д’Артаньяном было четверо. Так и я в „Шестёрке“ был седьмым. Говоря точнее, ещё больше эта история похожа на „Двадцать лет спустя“ и даже на „Виконта де Бражелона“, потому что всё это было очень давно и сыновья уже заменили отцов. Сходство дополняется тем, что нас объединяла не столько эстетика, сколько этика. А это, по-моему, особенно важно в нашу эпоху, помешанную на ярлычках и этикетках…»— ( Жан Кокто, из книги «Мои священные чудовища», 1979 г.)

## Киновоплощение
- 2013 — «Опиум[фр.]» — Грегуар Колен[фр.] (реж. Ариэль Домбаль)

## Творчество
По мнению исследовательницы Е. Гнездиловой, для Кокто образ Орфея является лейтмотивом, стержнем всего творчества.

### Фильмография
| Год  |   | Русское название                               | Оригинальное название                 | Роль                                      |
| ---- | - | ---------------------------------------------- | ------------------------------------- | ----------------------------------------- |
| 1932 | ф | Кровь Поэта                                    | Le Sang d'un poète                    | Сценарист, режиссёр                       |
| 1943 | ф | Призрачный барон                               | Le baron fantôme                      | Сценарист, актёр                          |
| 1943 | ф | Вечное возвращение                             | L'Eternel retour                      | Сценарист                                 |
| 1945 | ф | Дамы Булонского леса                           | Les Dames du Bois de Boulogne         | Сосценарист (диалоги)                     |
| 1946 | ф | Красавица и Чудовище                           | La Belle et la Bête                   | Сценарист, режиссёр                       |
| 1947 | ф | Рюи Блас                                       | Ruy Blas                              | Сценарист                                 |
| 1948 | ф | Двуглавый орёл                                 | L'Aigle à Deux Têtes                  | Сценарист, режиссёр                       |
| 1948 | ф | Ужасные родители                               | Les Parents terribles                 | Сценарист, сорежиссёр, голос за кадром    |
| 1949 | ф | Беспорядок                                     | Désordre                              | Актёр                                     |
| 1950 | в | Кориолан                                       | Coriolan                              | Сценарист, режиссёр                       |
| 1950 | ф | Орфей                                          | Orphée                                | Сценарист, режиссёр                       |
| 1951 | ф | Чёрная корона                                  | La Couronne noire                     | Сосценарист                               |
| 1951 | ф | Яд и вечность                                  | Traité de Bave et d'Éternité          | Актёр                                     |
| 1952 | в | Вилла Санто-Соспир                             | La Villa Santo Sospir                 | Сценарист, режиссёр, актёр (главная роль) |
| 1960 | ф | Завещание Орфея                                | Le Testament d'Orphée                 | Сценарист, режиссёр, актёр (главная роль) |
| 1961 | ф | Принцесса Клевская                             | La Princesse de Clèves                | Сценарист                                 |
| 1962 | в | Послание Жана Кокто, адресованное в 2000-й год | Jean Cocteau s'adresse... à l'an 2000 | Сценарист, режиссёр, актёр (главная роль) |
| 1965 | ф | Тома Самозванец                                | Thomas l'imposteur                    | Сосценарист (диалоги)                     |

Роман «Ужасные дети» был в 1950 году экранизирован Мельвилем. Позднее тот же сюжет был переработан Гилбертом Адэром и воплощён Бернардо Бертолуччи в фильме «Мечтатели» (2003).
Пьеса «Двуглавый орёл» легла в основу фильма Микеланджело Антониони «Тайна Обервальда». Педро Альмодовар в фильме «Закон желания» (1987) показал постановку пьесы Кокто «Человеческий голос», а в 2020 году создал отдельную экранизацию этой пьесы.

### Архитектура
Жан Кокто является автором 24 витражей в церкви Сен-Максимен в столице Лотарингии, городе Мец (Франция), созданных в последние годы его жизни (1962—1963), и создателем фресок из жизни Святого Петра для часовни в Вильфранш-сюр-Мер.

## Публикации на русском языке
- Кокто Ж. Самозванец Тома / Пер. с франц. В. Мониной. — М.: Никитинские субботники, 1925.
- Кокто Ж. Портреты-воспоминания. — М.: Известия, 1985.
- Кокто Ж. Петух и арлекин. (Содерж.: Лирика; Самозванец Тома: Роман; Театр: Пьесы: Орфей; Человеческий голос; Трудные родители; Священные чудовища; Карманный театр; Корот. пьесы, сценарии и монологи; Кинематограф: Неосуществлённые синопсисы; Беседы о кинематографе; Эссе). — СПб.: Изд-во «Кристалл», 2000.
- Кокто Ж. Петух и Арлекин : Либретто. Воспоминания. Ст. о музыке и театре / Изд. подгот. М. А. Сапонов; Моск. гос. консерватория им. П. И. Чайковского, Каф. истории зарубеж. музыки. — Вып. 1. — М.: «Прест», 2000. — (Литературные памятники музыкального авангарда).
- Кокто Ж. Портреты-воспоминания. — СПб.: Издательство Ивана Лимбаха, 2002.
- Кокто Ж. Тяжесть бытия. (Содерж.: Самозванец Тома; Призыв к порядку; Тяжесть бытия; Беседы о кинематографе; Из кн.«Критическая поэзия»; Несобранные эссе; Из лирики). — СПб.: «Азбука-Классика», 2003.
- Кокто Ж. Сочинения в 3-х тт. — М.: «Аграф», 2001—2005.
- Кокто Ж. Портреты-воспоминания. — 2-е изд. — СПб.: Издательство Ивана Лимбаха, 2010.
- Кокто Ж. Ужасные дети. — СПб.: Издательство Ивана Лимбаха, 2010.
- Кокто Ж. Стихотворения / Перевод с фр. М. Яснова. — на фр. и русск. яз. — М.: «Текст», 2012. — 253 [3] с. — 3000 экз. — ISBN 978-5-7516-1022-7.
- Кокто Ж. Вокруг света за 80 дней. Моё первое путешествие / Перевод с фр. А. Захаревич. — М.: «Текст», 2013. — 240 с.